# Jan Vytrval
Jan Vytrval (ur. 8 maja 1998 w Jilemnicach) – czeski kombinator norweski, olimpijczyk z Pekinu 2022, dwukrotny brązowy medalista mistrzostw świata juniorów.

## Kariera
Po raz pierwszy na arenie międzynarodowej pojawił się w styczniu 2015 roku, startując na olimpijskim festiwalu młodzieży Europy w Tschagguns. Zajął tam czwarte miejsce w sztafecie, szesnaste w sprincie i  w zawodach metodą Gundersena był dziewiętnasty. Na rozgrywanych w 2017 roku mistrzostwach świata juniorów w Park City wspólnie z kolegami z reprezentacji zdobył brązowy medal w sztafecie. Jednocześnie w obu konkurencjach indywidualnych zajął szóstą pozycję. Ponadto podczas mistrzostw świata juniorów w Kandersteg w 2018 roku wywalczył brązowy medal w sprincie.
W Pucharze Świata zadebiutował 4 grudnia 2016 roku w norweskim Lillehammer, zajmując 54. miejsce w Gundersenie. Pierwsze pucharowe punkty zdobył 23 grudnia 2018 roku w austriackim Ramsau, gdzie zajął 28. miejsce w Gundersenie.

## Osiągnięcia

### Igrzyska Olimpijskie
| Miejsce | Dzień     | Rok  | Miejscowość | Konkurencja           | Wynik zwycięzcy | Strata  | Zwycięzca      |
| ------- | --------- | ---- | ----------- | --------------------- | --------------- | ------- | -------------- |
| 26.     | 9 lutego  | 2022 | Zhangjiakou | Gundersen HS106/10 km | 25:07,7         | +2:57,0 | Vinzenz Geiger |
| 18.     | 15 lutego | 2022 | Zhangjiakou | Gundersen HS140/10 km | 27:13,3         | +2:03,8 | Jørgen Graabak |
| 7.      | 17 lutego | 2022 | Zhangjiakou | Sztafeta HS140/4x5 km | 50:45,1         | +2:25,5 | Norwegia       |

### Mistrzostwa świata
| Miejsce | Dzień     | Rok  | Miejscowość      | Konkurencja                     | Wynik zwycięzcy | Strata  | Zwycięzca          |
| ------- | --------- | ---- | ---------------- | ------------------------------- | --------------- | ------- | ------------------ |
| 48.     | 24 lutego | 2017 | Lahti            | Gundersen HS100/10 km           | 26:19,6         | +4:39,5 | Johannes Rydzek    |
| 11.     | 26 lutego | 2017 | Lahti            | Sztafeta HS100/4x5 km           | 47:57,3         | +4:56,6 | Niemcy             |
| 36.     | 22 lutego | 2019 | Seefeld in Tirol | Gundersen HS130/10 km           | 23:43,0         | +4:08,9 | Eric Frenzel       |
| 10.     | 24 lutego | 2019 | Seefeld in Tirol | Sprint drużynowy HS130/2x7,5 km | 28:29,5         | +3:34,5 | Niemcy             |
| 37.     | 28 lutego | 2019 | Seefeld in Tirol | Gundersen HS109/10 km           | 25:01,3         | +3:26,5 | Jarl Magnus Riiber |
| 9.      | 2 marca   | 2019 | Seefeld in Tirol | Sztafeta HS109/4x5 km           | 50:15,5         | +4:27,6 | Norwegia           |
| 27.     | 26 lutego | 2021 | Oberstdorf       | Gundersen HS106/10 km           | 23:01,2         | +2:35,1 | Jarl Magnus Riiber |
| 8.      | 28 lutego | 2021 | Oberstdorf       | Sztafeta HS106/4x5 km           | 43:57,7         | +4:21,3 | Norwegia           |
| 22.     | 4 marca   | 2021 | Oberstdorf       | Gundersen HS137/10 km           | 23:11,1         | +3:59,7 | Johannes Lamparter |
| 7.      | 6 marca   | 2021 | Oberstdorf       | Sprint drużynowy HS137/2x7,5 km | 29:29,7         | +4:10,6 | Austria            |
| 25.     | 25 lutego | 2023 | Planica          | Gundersen HS102/10 km           | 24:36,3         | +2:29,3 | Jarl Magnus Riiber |
| 9.      | 1 marca   | 2023 | Planica          | Sztafeta HS138/4x5 km           | 47:20,4         | +4:14,2 | Norwegia           |
| 27.     | 4 marca   | 2023 | Planica          | Gundersen HS138/10 km           | 23:42,6         | +4:50,6 | Jarl Magnus Riiber |
| 10.     | 28 lutego | 2025 | Trondheim        | Sztafeta mieszana HS102/4x5 km  | 36:37,5         | +7:20,4 | Norwegia           |
| 25.     | 1 marca   | 2025 | Trondheim        | Kompakt HS102/7,5 km            | 17:13,4         | +1:18,6 | Jarl Magnus Riiber |
| 22.     | 8 marca   | 2025 | Trondheim        | Gundersen HS138/10 km           | 24:57,5         | +4:03,6 | Jarl Magnus Riiber |

### Mistrzostwa świata juniorów
| Miejsce | Dzień       | Rok  | Miejscowość | Konkurencja           | Wynik zwycięzcy | Strata  | Zwycięzca             |
| ------- | ----------- | ---- | ----------- | --------------------- | --------------- | ------- | --------------------- |
| DNF     | 23 lutego   | 2016 | Râșnov      | Gundersen HS100/10 km | 28:02,1         | -       | Bernhard Flaschberger |
| 17.     | 25 lutego   | 2016 | Râșnov      | Gundersen HS100/5 km  | 11:01,5         | +1:45,7 | Tomáš Portyk          |
| 12.     | 31 stycznia | 2017 | Park City   | Gundersen HS100/10 km | 25:54,5         | +1:03,4 | Arttu Mäkiaho         |
| 3.      | 2 lutego    | 2017 | Park City   | Sztafeta HS100/4x5 km | 46:17,4         | +15,3   | Austria               |
| 16.     | 4 lutego    | 2017 | Park City   | Gundersen HS100/5 km  | 12:14,9         | +1:47,7 | Vinzenz Geiger        |
| 5.      | 30 stycznia | 2018 | Kandersteg  | Gundersen HS106/10 km | 22:58,3         | +21,6   | Ondřej Pažout         |
| 4.      | 1 lutego    | 2018 | Kandersteg  | Sztafeta HS106/4x5 km | 56:33,0         | +2:39,7 | Austria               |
| 3.      | 3 lutego    | 2018 | Kandersteg  | Gundersen HS106/5 km  | 11:28,8         | +5,4    | Vid Vrhovnik          |

### Zimowy olimpijski festiwal młodzieży Europy
| Miejsce | Dzień       | Rok  | Miejscowość         | Konkurencja           | Wynik zwycięzcy | Strata  | Zwycięzca         |
| ------- | ----------- | ---- | ------------------- | --------------------- | --------------- | ------- | ----------------- |
| 19.     | 26 stycznia | 2015 | Tschagguns/Gaschurn | Gundersen HS108/10 km | 27:17,4         | +1:51,4 | Willi Hengelhaupt |
| 4.      | 28 stycznia | 2015 | Tschagguns/Gaschurn | Sztafeta HS108/4x5 km | 56:37,3         | +2:15,4 | Austria           |
| 16.     | 30 stycznia | 2015 | Tschagguns/Gaschurn | Gundersen HS108/5 km  | 13:40,9         | +1:45,0 | Willi Hengelhaupt |

### Puchar Świata

#### Miejsca w klasyfikacji generalnej
- sezon 2016/2017: niesklasyfikowany
- sezon 2017/2018: niesklasyfikowany
- sezon 2018/2019: 63.
- sezon 2019/2020: 51.
- sezon 2020/2021: 44.
- sezon 2021/2022: 41.
- sezon 2022/2023: 63.
- sezon 2023/2024: 50.
- sezon 2024/2025: 39.

#### Miejsca na podium chronologicznie
Jak dotąd zawodnik nie stawał na podium indywidualnych zawodów Pucharu Świata.

### Puchar Kontynentalny

#### Miejsca w klasyfikacji generalnej
- sezon 2015/2016: 87.
- sezon 2016/2017: 79.
- sezon 2017/2018: 53.
- sezon 2018/2019: nie brał udziału
- sezon 2019/2020: 13.
- sezon 2020/2021: nie brał udziału
- sezon 2021/2022: nie brał udziału
- sezon 2022/2023: nie brał udziału
- sezon 2023/2024: 32.

#### Miejsca na podium chronologicznie
Jak dotąd zawodnik nie stawał na podium indywidualnych zawodów Pucharu Kontynentalnego.

### Letnie Grand Prix

#### Miejsca w klasyfikacji generalnej
- 2016: 42.
- 2017: (64.)[12]
- 2018: (42.)[13]
- 2019: (18.)[14]
- 2021: niesklasyfikowany
- 2022: (36.)[15]
- 2023: 15. (34.)[16]
- 2024: (38.)[17]

#### Miejsca na podium w zawodach
Jak dotąd zawodnik nie stawał na podium indywidualnych zawodów LGP.